# هان اون-جونگ
هان اون-جونگ (کره‌ای: 한은정؛ انگلیسی: Han Eun-jung؛ زادهٔ ۱۰ ژوئیه ۱۹۸۰)، همچنین با نام هان دا-گام نیز شناخته می‌شود، بازیگر اهل کره جنوبی است. او بیشتر به خاطر ایفای نقش در داستان موفقیت یک دختر زرنگ (۲۰۰۲) و خانهٔ کامل (۲۰۰۴) شناخته می‌شود.